# L'Épiphanie (paroisse)
Pour L'Épiphanie (ville), voir L'Épiphanie (Québec).
L’Épiphanie est une ancienne municipalité de paroisse au Québec (Canada), située dans la municipalité régionale de comté (MRC) de L'Assomption, dans la région administrative de Lanaudière, maintenant fusionnée à la Ville de L'Épiphanie depuis le 9 mai 2018

## Toponymie
Son nom fait référence à la fête de l'Épiphanie.

## Administration
Les élections municipales se font en bloc pour le maire et les six conseillers.
| L'Épiphanie (paroisse) Maires depuis 2001                                                                            | | |          |
| Élection | Maire                                                                                              | Qualité                                                                                            | Résultat |
| 2001 | Claude J. Allard                                                                                   | | Voir     |
| 2005 | Jacques Amireault                                                                                  | | Voir     |
| 2009 | Denis Lévesque                                                                                     | | Voir     |
| 2013 | Denis Lévesque                                                                                     | Voir                                                                                               |          |
| 2017 | Élection reportée au 30 septembre 2018 en raison du projet de fusion avec la ville de L'Épiphanie. | Élection reportée au 30 septembre 2018 en raison du projet de fusion avec la ville de L'Épiphanie. | Voir     |
| Élection partielle en italique Depuis 2005, les élections sont simultanées dans toutes les municipalités québécoises | | |          |

## Démographie
| 1996  | 2001  | 2006  | 2011  | 2016  |
| ----- | ----- | ----- | ----- | ----- |
| 4 153 | 2 931 | 3 129 | 3 296 | 3 200 |